# برن‌اوت ۳: تیک‌دان
برن‌اوت ۳: تیک‌دان (انگلیسی: Burnout 3: Takedown) یک بازی ویدئویی در سبک بازی ویدئویی کورسی است که توسط الکترونیک آرتس و در سال ۲۰۰۴ و در پلت‌فرم‌های ایکس‌باکس و پلی‌استیشن ۲ منتشر شده‌است.